# Empeh (Simpang Tiga)
Empeh is een bestuurslaag in het regentschap Pidie van de provincie Atjeh, Indonesië. Empeh telt 184 inwoners (volkstelling 2010).